# Ricardus Anglicus (Mediziner)
Ricardus Anglicus (bl. um 1180) war ein englischer Mediziner und Autor medizinischer Schriften.
Früher wurde er auch mit Richard von Wendover identifiziert, doch ist eine Übereinstimmung mit diesem nach Faye Getz unwahrscheinlich.
Der Name Ricardus Anglicus ist im Mittelalter mehrdeutig, da er nur für lateinisch Richard aus England steht. Es gab auch einen englischen Juristen und Geistlichen Richard de Morins (* um 1161–1242), der ebenfalls „Ricardus Anglicus“ genannt wurde, und auch der Bischof Richard Poore († 1237) wurde (fälschlich) so bezeichnet.

## Leben
Ricardus Anglicus, der auch Geistlicher war, schrieb ein Kompendium der Medizin, genannt Micrologus, an der Universität Montpellier im Auftrag von Lancelinus de l’ Isle-Adam, der 1178 bis 1190 Diakon von Beauvais war. Daraus ergibt sich, dass es nicht nach 1190 entstanden sein kann, womit eine Identifizierung mit Richard of Wendover ausgeschlossen ist. Ein weiterer Beleg ist das Zeugnis von Gilles de Corbeil († 1224), ebenfalls Professor in Montpellier und Autor von gereimten Schriften über Urin und Pulse, der gut von einem Arzt Richardus senior in Montpellier spricht (ihn aber nicht Anglicus nennt).
Der Micrologus ist nicht vollständig erhalten, separate Texte unter dem Namen Ricardus Anglicus scheinen aber ihm als Teile zugeordnet. Es gibt noch weitere medizinische Texte, die unter dem Namen Ricardus Anglicus verbreitet wurden, deren Zuordnung zum Autor des Micrologus aber zweifelhaft sind.
Der Micrologus gehört zu einem frühen Stadium von mittelalterlichen Schriften zur Medizin, der mehr aus der Literatur zusammengestellte praktische Anweisungen gibt (gerichtet an praktische, weniger gelehrte und gutgestellte Mediziner) als Theorien darzulegen wie die spätere scholastische Medizin unter dem Einfluss von Avicenna. Er empfiehlt pflanzliche Medikamente zur Therapie. Die große Zahl erhaltener Manuskripte des Micrologus spricht für seine Popularität.
Der Autor des Micrologus war weit gereist, er erwähnt Aufenthalte in Bologna (möglicherweise meint die Stelle auch Polen), Montpellier und Spoleto. Möglicherweise war er auch am Hof des Papstes. Gilbertus Anglicus (ebenfalls ein englischer Autor medizinischer Schriften) bewunderte ihn sehr und nannte ihn von allen Doktoren der gelehrteste und erfahrenste. Da Gilbertus Anglicus auch über Gilles de Corbeil schrieb hat er damit möglicherweise dessen Ansicht wiedergegeben und kannte ihn nicht persönlich.

## Schriften
Handschriften:
- Micrologus Magistri Ricardi Anglici (eine Art medizinische Enzyklopädie und Kompilation griechischer und arabischer Autoren, nicht vollständig erhalten, die Anatomia und die Practica sind  Teile davon)
- Practica
- Anatomia
- De Signis prognosticis oder Signa Medicinalia (Fieber, Puls u. a. medizinischen Symptome werden behandelt, deshalb auch Teile separat als De Pulsibus, De Signis Febrium, De Crisi)
- De modo conficiendi et medendi
- De Phlebotomia
- De Urinis
- Repressiva
- Tabulæ cum commentario Joannis de Sancto Paulo
- Liber Ricardi
- Practica sive Medicamenti Ricardi

Neuere Ausgaben:
- Julius Florian (Hrsg.): Die „Anatomia“ des Magisters Richardus („Anatomia“). Verlag Jungfer, Breslau 1875.